# Qingdao Metro
Die Qingdao Metro ist die U-Bahn der chinesischen Stadt Qingdao in der Provinz Shandong. Sie besteht aus fünf Linien in der Stadt sowie drei Überlandmetrolinien, die an der Küste entlangführen beziehungsweise Jiaozhou im Landesinneren anbinden. Der weitere Ausbau auf 16 Linien ist geplant.

## Stadtlinien

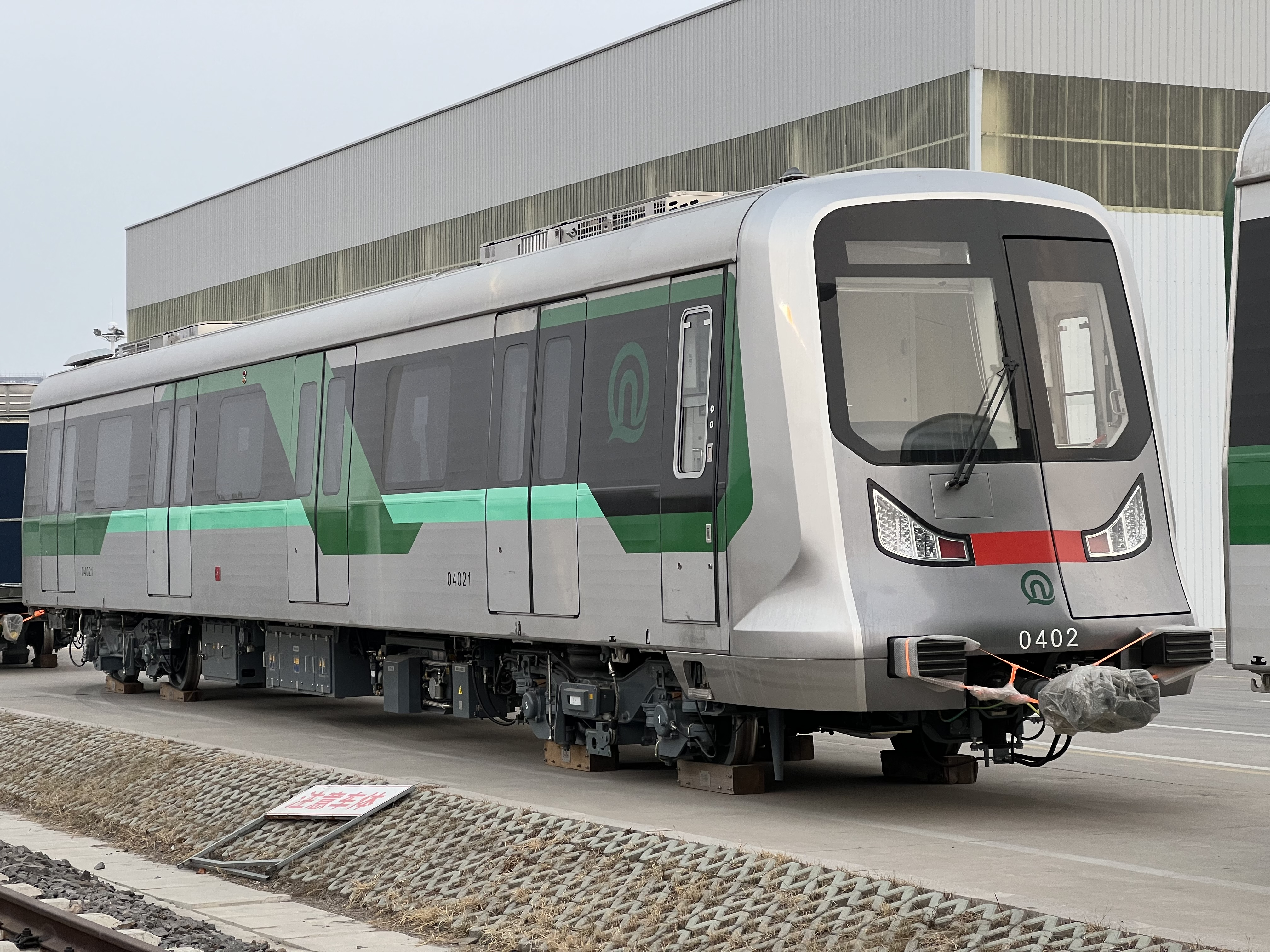
Wagen der Linie 4 im CRRC-Werk Jihongtan

### Linie 1
Der 22 Kilometer lange Nordast wurde Ende 2020 eröffnet. Ein Jahr später erfolgt die Erweiterung um fast 40 Kilometer nach Südwesten. Mit einem vier Kilometer langen Unterwassertunnel wird die Jiaozhou-Bucht unterquert. Auf dieser Seite der Bucht besteht Anschluss an die Linie 13.
Die Linie wird mit Sechswagenzügen des Typs B betrieben. Anfang 2025 ging ein neuer Fahrzeugtyp in den Fahrgastbetrieb. Der Cetrovo 1.0 wurde von CRRC und der Qingdao Metro Group gemeinsam entwickelt. Als erster chinesischer U-Bahn-Zug besteht er zu großen Teilen aus CFK, wodurch insgesamt 11 % der Leermasse eingespart werden konnten. Am Wagenkasten wurde eine Massenreduktion von 25 % und am Drehgestell von 50 % erreicht.

### Linie 2
Die Linie 2 verläuft entlang der Südküste, bis sie bei Miaoling Road, der Endstation der Linie 11, nach Norden abbiegt. Zwei Jahre nach Eröffnung kam 2019 eine kurze Verlängerung im Stadtzentrum hinzu, die 3,8 Kilometer lange Weiterführung zum Fährterminal wurde im Dezember 2024 eröffnet.

### Linie 3
Die Linie 3 ist die erste Metrolinie in Qingdao. Sie wurde am 16. Dezember 2015 eröffnet und ein Jahr später nach Südwesten erweitert. Auf 24,5 Kilometern Länge besitzt sie 22 Stationen. Die Fahrzeit zwischen beiden Endbahnhöfen dauert 47 Minuten. Es werden 24 Sechswagenzüge des Typs B von CRRC Qingdao Sifang eingesetzt.

### Linie 4
Ende 2022 wurde die Linie 4 eröffnet. Bei 30,7 Kilometern Länge führt sie von der Station Halle des Volkes, wo zur Linie 3 umgestiegen werden kann, nach Dahedong.

### Linie 6
Als erste städtisch geprägte Linie südwestlich der Jiaozhou-Bucht wurde am 26. April 2024 die Linie 6 eröffnet. Sie erschließt Huangdao in Nord-Süd-Richtung und bindet die Wohngebiete an die Linien 1 und 13 an. Die vollständig unterirdische Strecke ist 30,8 Kilometer lang und hat 21 Stationen. Als erste Linie Qingdaos wird die Linie 6 vollautomatisch betrieben (GoA4). Dabei wird das System TACS von CRRC erstmalig in China eingesetzt.

## Vorortlinien

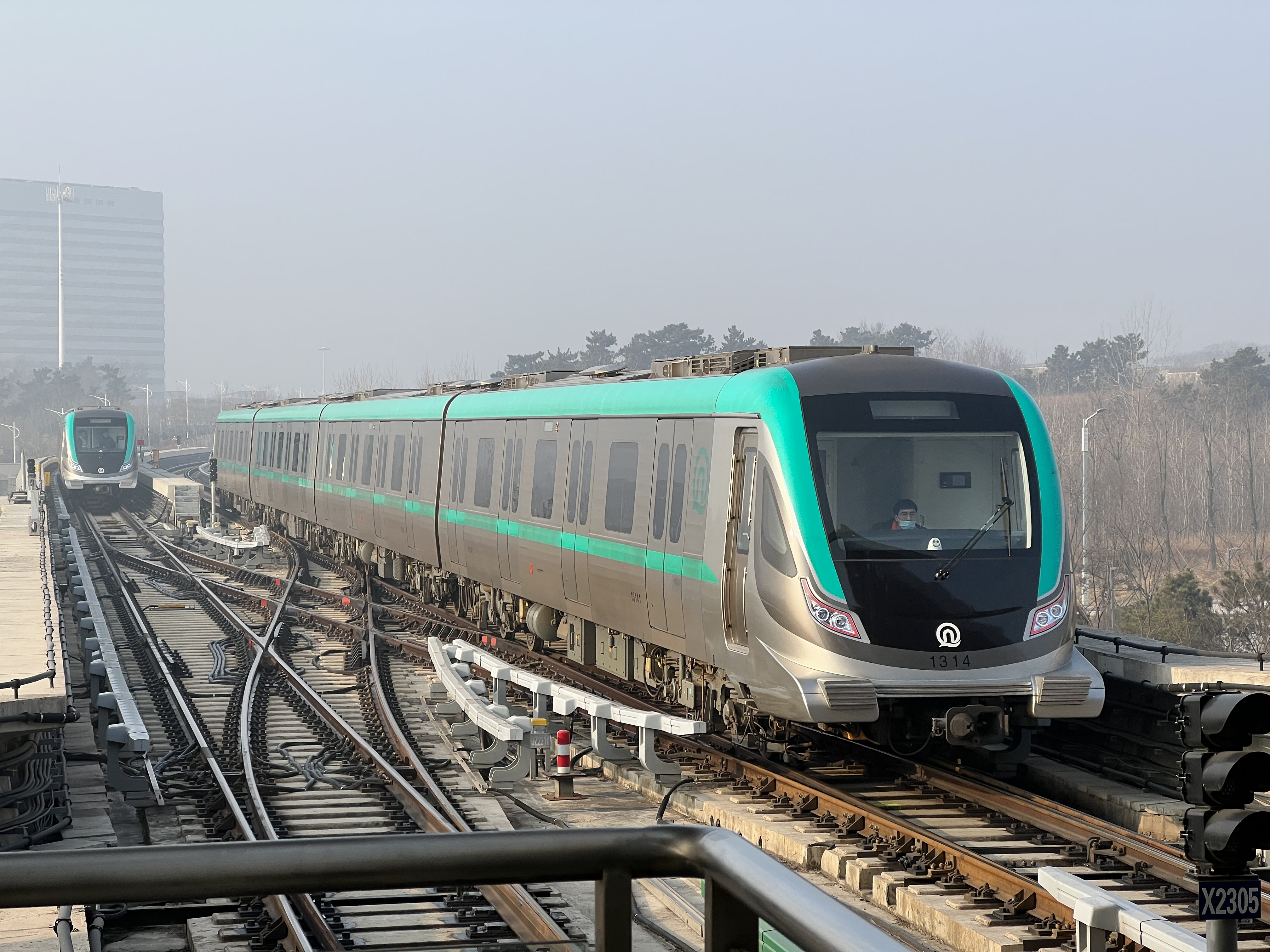
Dongjiakou an der Linie 13

### Linie 8
Die Linie 8 verbindet den Nordbahnhof mit dem Flughafen Jiaodong International und Jiaozhou. Sie ist 48 Kilometer lang und besitzt 11 Stationen. Eine Verlängerung in die Innenstadt befindet sich in Bau.

### Linie 11
Diese Linie wurde am 23. April 2018 als Linie R1 eröffnet. Mit 54 Kilometern Länge und 21 Stationen führt sie von Miaoling Road an der Linie 2 nach Nordosten. Die Züge haben aufgrund des regionalen Charakters der Linie nur drei Türen pro Wagen und Seite und teilweise Querbestuhlung.

### Linie 13
Ebenfalls 2018 wurde die Linie 13 (damals R3) eröffnet. Sie verläuft auf der gegenüberliegenden Seite der Jiaozhou-Bucht nach Südwesten. Im Oktober folgte eine Verlängerung um 2,8 Kilometer vom Knotenpunkt Jinggangshan Road mit der Linie 1 nach Norden. Die Linie ist 69,6 Kilometer lang und weist 23 Stationen auf. Es werden Vierwagenzüge des Typs B eingesetzt.

## Straßenbahn

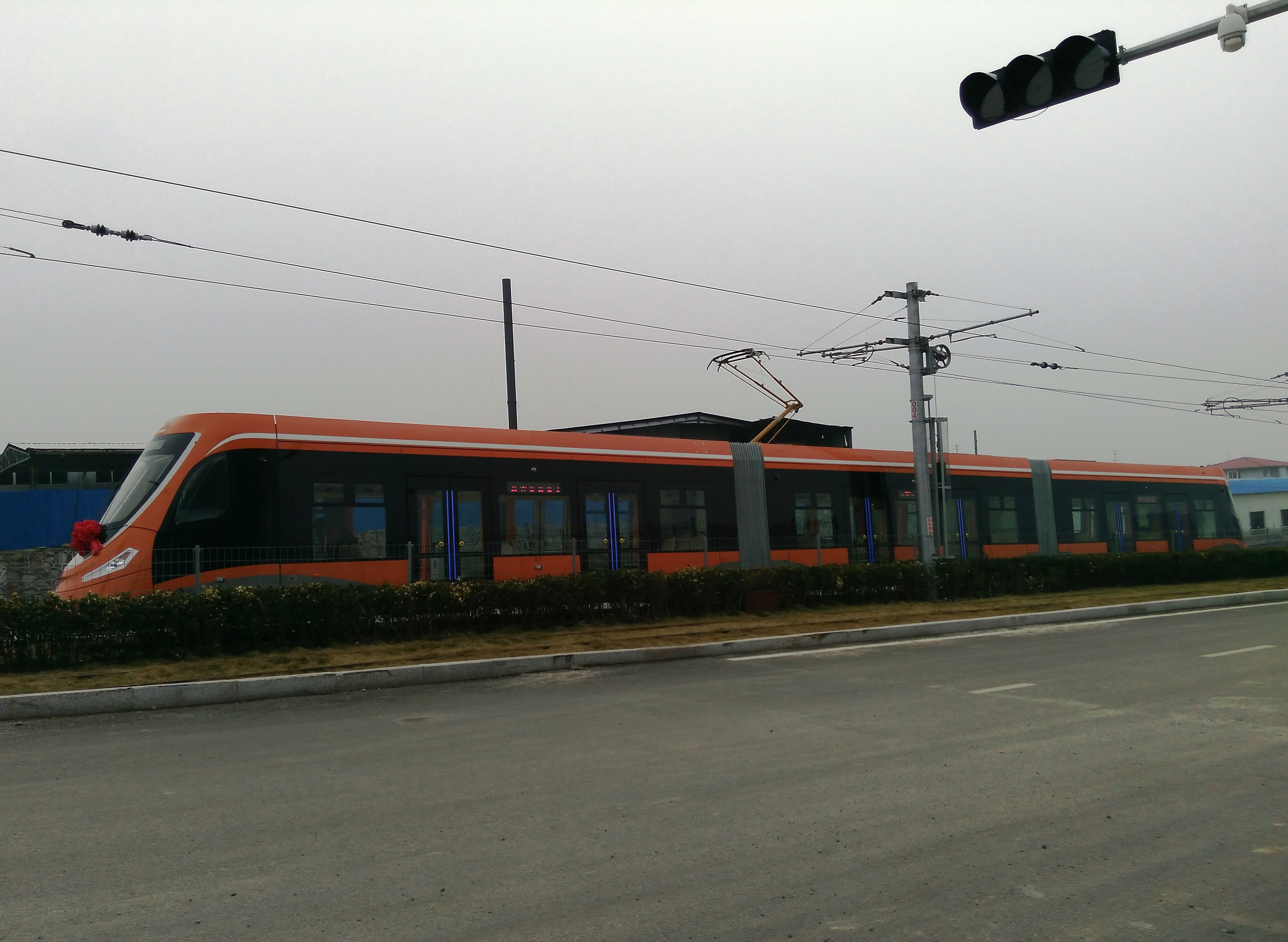
Straßenbahn in Qingdao

An der Station Qingdao Agricultural University der Linie 1 schließt eine Straßenbahnlinie an. Die Strecke ist neun Kilometer lang und besitzt 12 Stationen.
Seit der Eröffnung 2016 wird sie mit von CRRC Qingdao Sifang in Lizenz gefertigten Zweirichtungswagen des Typs Škoda ForCity Alfa bedient. Die Fahrzeuge sind 32,5 Meter lang und mit Brennstoffzellen ausgerüstet, sodass auch nicht elektrifizierte Streckenabschnitte befahren werden können.